# 86th Street (linea IRT Lexington Avenue)
86th Street è una stazione della metropolitana di New York situata sulla linea IRT Lexington Avenue. Nel 2019 è stata utilizzata da 13 537 308 passeggeri. È servita dalle linee 4 e 6 sempre e dalla linea 5 sempre tranne di notte. Durante l'ora di punta del mattino in direzione Manhattan e l'ora di punta del pomeriggio in direzione Bronx fermano anche le corse espresse della linea 6.

## Storia
La stazione fu aperta il 17 luglio 1918. Venne ristrutturata nel 1986 e nel 2003.

## Strutture e impianti
Il piano binari della stazione è posto al di sotto di Lexington Avenue e si sviluppa su due livelli, entrambi con due banchine laterali e due binari, il livello inferiore è utilizzato dai treni espressi e quello superiore dai treni locali. Non è presente un mezzanino e ognuna delle due banchine locali è dotata di quattro scale di collegamento con la rispettiva banchina espressa e di un gruppo di tornelli con quattro scale che portano all'incrocio con 86th Street. Solo la banchina locale in direzione uptown è accessibile alle persone con disabilità motoria.

## Interscambi
La stazione è servita da alcune autolinee gestite da MTA Bus e NYCT Bus.
- Fermata autobus